# Paraliparis rossi
Paraliparis rossi és una espècie de peix pertanyent a la família dels lipàrids.

## Descripció
- La femella fa 11 cm de llargària màxima.
- Nombre de vèrtebres: 54-56.
- Boca horitzontal.
- Cos uniformement pàl·lid (de color rosa mentre és viu).
- Peritoneu negre.[5]

## Hàbitat
És un peix marí i batidemersal que viu fins als 466 m de fondària.

## Distribució geogràfica
Es troba al mar de Ross.

## Observacions
És inofensiu per als humans.